# 埼玉県立大宮南高等学校
埼玉県立大宮南高等学校（さいたまけんりつおおみやみなみこうとうがっこう）は、埼玉県さいたま市西区にある高等学校である。

## 概要
2年次から文系・理系に分かれている。
各教室は黒板ではなく、ホワイトボードを採用している。
1991年に普通科の中に国際文化コースが開設されたが、現在は廃止となっている。
頭髪・服装指導は4月、6月、9月、10月、1月に行われる。

## 沿革
- 1982年（昭和57年） - 開校。
- 1983年（昭和58年） - 重層体育館および特別教室棟完成
- 1984年（昭和59年） - 生徒ホール、部室棟完成
- 1991年（平成3年） - 国際文化コースが開設（現在は廃止）

## 制服
男子は紺色のブレザーと灰色のスラックスで、ネクタイはブルー色がベースのストライプ柄。女子は上下とも同色で、紺色のブレザーとなっている。

## 学校行事
体育祭、球技大会のほか、強歩大会が行われる。
球技大会は3日間にわたって行われる。
強歩大会は歩行ではなく、マラソンと同様のもので、スタート・ゴールは荒川総合運動公園となっており、距離は男子が15.5km、女子が12.0 kmを走る。

## 部活動
たいていの部活はあるが、柔道部はない。また、校内にプールはあるが授業で使うのみで、水泳部はない。バレーボール部は女子のみ。
野球部は、全国高等学校野球選手権埼玉大会において1989年に準優勝、1987年、1992年にベスト4を記録しているが、全国大会出場経験はない。
漫画創作部は、2014年に高知市で行われた全国高等学校漫画選手権大会（まんが甲子園）において、本戦初出場で最優秀賞（全国一位）を受賞した。
運動部
- サッカー部（男女）
- 野球部
- バスケットボール部（男女）
- バレーボール部（女子のみ）
- ハンドボール部（男女）
- ソフトボール部
- 硬式テニス部（男女）
- ソフトテニス部（男女）
- バドミントン部（男女）
- 卓球部
- 陸上競技部
- 剣道部
- 弓道部

文化部
- バトン部
- 吹奏楽部
- 茶道部
- 家庭科部
- 書道部
- 漫画創作部
- 放送部
- 音楽部
- JRC部
- 美術部
- 演劇同好会

## 著名な卒業生
- 新井純平（元プロサッカー選手）
- 伊藤敦樹（プロサッカー選手、 KAAヘント、日本代表）
- 長倉幹樹（プロサッカー選手、浦和レッズ）
- 中村隼（元プロサッカー選手）
- 畑本時央（元プロサッカー選手、浦和レッズ スカウト部スタッフ）
- 矢島慎也（プロサッカー選手、清水エスパルス、元U-23日本代表）
- 山田直輝（プロサッカー選手、FC岐阜、元日本代表）
- 小林眞琴（モデル、タレント）

## 周辺環境
近くに大きな店舗や施設はなく、田園地帯の中にある。

## アクセス
駅から遠いため自転車通学がほとんどである。バスを利用する場合でも大宮駅から学校まで約30分かかる。
「大宮南高校行き」と「加茂川団地行き」は経由地により路線系統が違うが西口の乗り場は同じである。
但し、「三条町経由二ツ宮行き」は異なる。
- JR大宮駅西口より西武バス大宮南高校行き　大宮南高校バス停下車、徒歩0分（乗車時間約25分）。
- JR大宮駅西口より西武バス中並木・藤橋経由加茂川団地行き　加茂川団地入口バス停下車、徒歩15分（乗車時間約15分）。
- JR大宮駅西口より西武バスイオンモール与野・円阿弥経由加茂川団地行き　加茂川団地入口バス停下車、徒歩15分（乗車時間約20分）。
- JR大宮駅西口より西武バス三条町経由二ツ宮行き　三条町バス停下車、徒歩5分。※飯田宿経由等と乗り間違えないようにすること。